# Schloss Ober Bögendorf

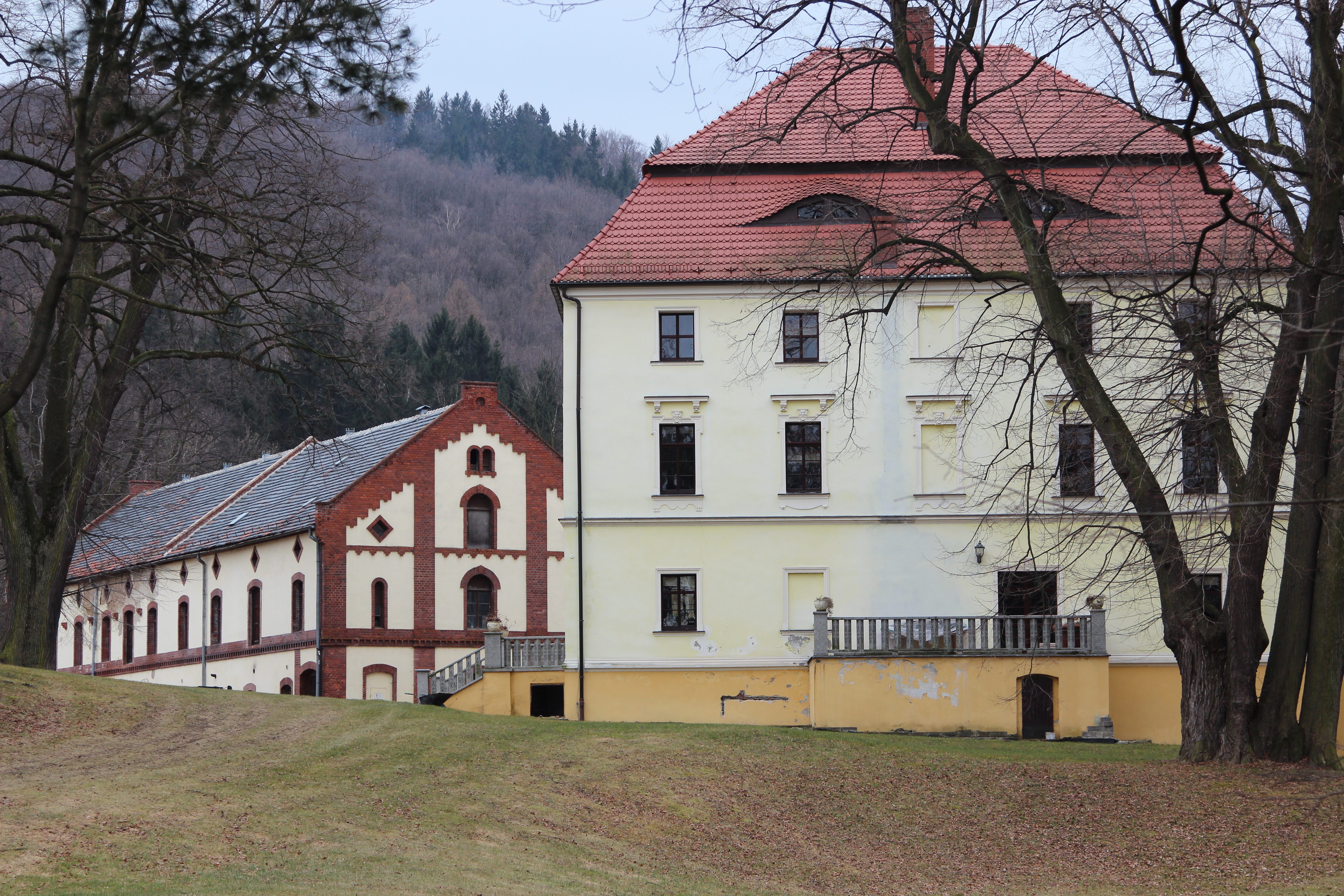
Schloss Ober Bögendorf

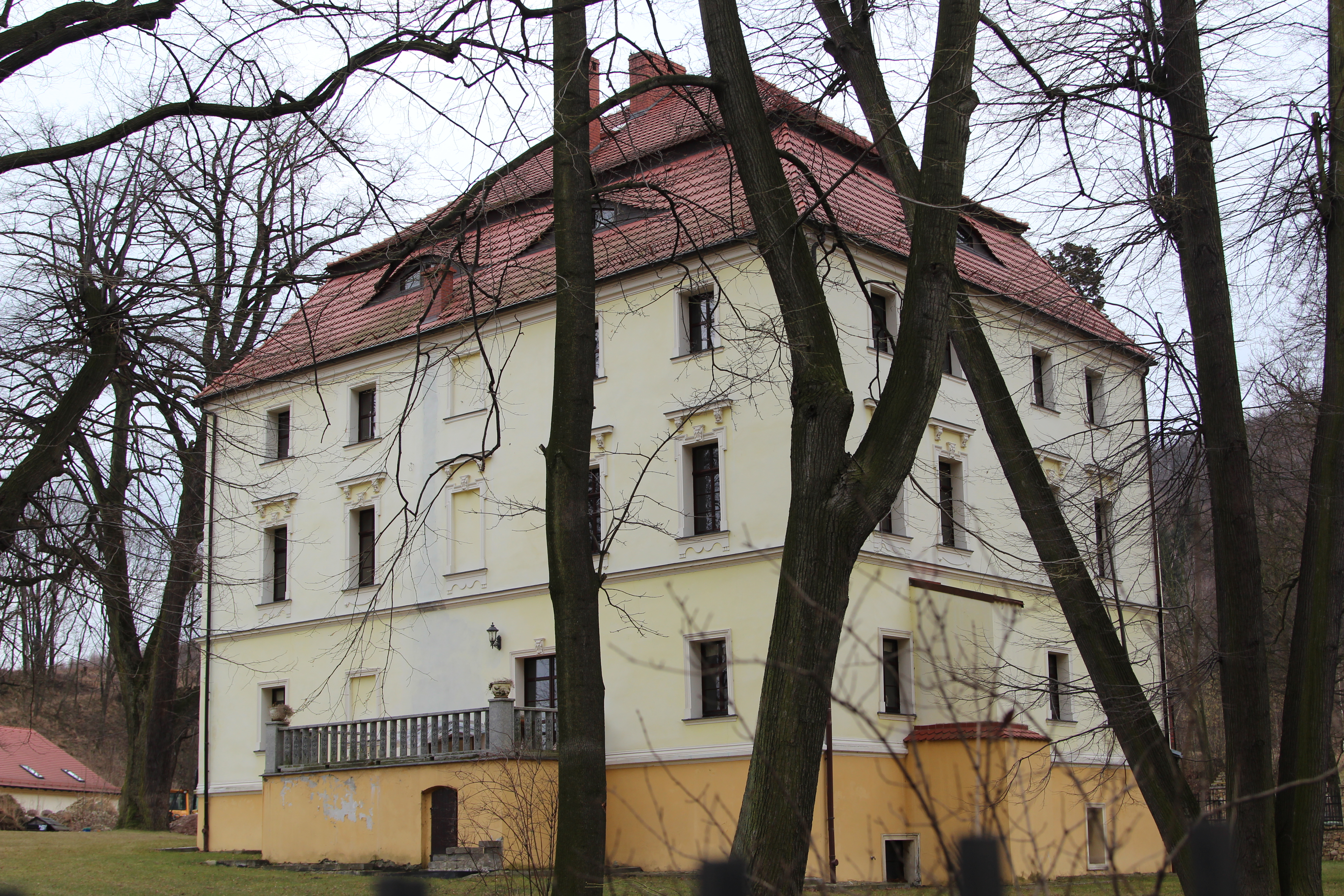
Herrenhaus

Das Schloss Ober Bögendorf (polnisch Dwór Witoszów Górny) ist ein altes Jagdschloss in Witoszów Górny (deutsch Ober Bögendorf), einem Dorf in der Landgemeinde Świdnica (Schweidnitz) im Powiat Świdnicki in der Woiwodschaft Niederschlesien in Polen.

## Lage
Das Schloss liegt im westlichen Teil des Dorfes. Es erhebt sich auf einem kleinen Hang an der Südseite der Straße.

## Beschreibung
Das dreigeschossige Hauptgebäude wurde auf einem rechteckigen Grundriss errichtet. Im Nebengebäude des Schlosses waren früher eine Brauerei und Schmiedewerkstatt untergebracht.

## Geschichte
Angeblich ließ Herzog Bolko II. von Schweidnitz 1337 in Ober Bögendorf ein kleines Jagdschloss errichten, das später durch seine Frau, Herzogin Agnes von Habsburg, erweitert wurde. In einer Urkunde von 1440 wird als Besitzer des Ober Vorwerks Kaspar von Schindel erwähnt, welcher es noch 1473 bewirtschafte. 1550 waren es Balzer von Schindler und 1568 Samuel von Schindel. 1595 gelangte das Schloss an Leonhard von Gellhorn, der ein neues Schloss errichtete, das zeitweise auch als „Geller Schlössel“ bezeichnet wurde. Er hatte nach und nach auch die zwei übrigen Rittersitze und Vorwerke dazu gekauft, so 1609 von den Erben des Ritters Friedrich von Kuhl das mittlere Vorwerk sowie 1626 von Joachim von Tschirschky das Nieder Vorwerk. Nach ihm war der Besitzer Ernst Friedrich von Seidlitz und dessen Sohn gleichen Namens, der 1694 das Brauurbar darauf löste. 1724 erhielt es sein Sohn Valentin Dietrich von Seidlitz, der es 1745 an Christina Dorothea Reichsgräfin von Hochberg auf Fürstenstein, geb. Gräfin Reuß von Plauen abtrat. 1783 gehörte es dem Christian Gottlieb von Dobschütz und Plauen. Er starb 1786 unverheiratet. 1826 veranlasste der preußische Major Friedrich Wilhelm Weger aus Pommern und dessen Frau Wilhelmina einen Wiederaufbau, bei dem das Schloss ein völlig neues äußeres Erscheinungsbild erhielt. Anfang des 20. Jahrhunderts wurde es erneut umgebaut. Besitzer waren die Fürsten von Hochberg-Pleß. 1929 war der Schlosspächter der preußische Gesandte Karl Georg von Treutler, der dort 1933 auch starb. In der NS-Zeit wurde dort ein Landjahrheim eingerichtet. 1968 erfolgte eine Instandsetzung und 2005 durch einen Privatinvestor eine umfassende Sanierung.  